# Ranunculus subborealis
Ranunculus subborealis — вид трав'янистих рослин родини Жовтецеві (Ranunculaceae), поширений у Північній Європі та північно-західному Сибіру.

## Морфологічна характеристика
Це багаторічні трав'янисті рослини. 

## Поширення
Євразія (Північна Росія, Велика Британія, Фарерські острови, Ісландія, Фінляндія, Норвегія, Швеція). Введений на Шпіцбергені.